# 小行星4168
小行星4168（英語：4168 Millan）是一颗围绕太阳公转的小行星。1979年3月6日，菲利克斯·阿圭勒天文台在圣胡安省发现了此天体。
这颗小行星的绝对星等为153.4172653123626等。